# Kameničná (district d'Ústí nad Orlicí)
Pour les articles homonymes, voir Kameničná.
Kameničná (en allemand : Steinicht) est une commune du district d'Ústí nad Orlicí, dans la région de Pardubice, en République tchèque. Sa population s'élevait à 335 habitants en 2024.

## Géographie
Kameničná se trouve à 5 km au nord-est centre de Žamberk, à 17 km au nord d'Ústí nad Orlicí, à 57 km à l'est de Pardubice et à 143 km à l'est de Prague.
La commune est limitée par Slatina nad Zdobnicí et Pěčín au nord, par Kunvald à l'est, par Žamberk à l'est et par Helvíkovice au sud et à l'ouest.

## Histoire
La première mention écrite de la localité date de 1365.

## Galerie

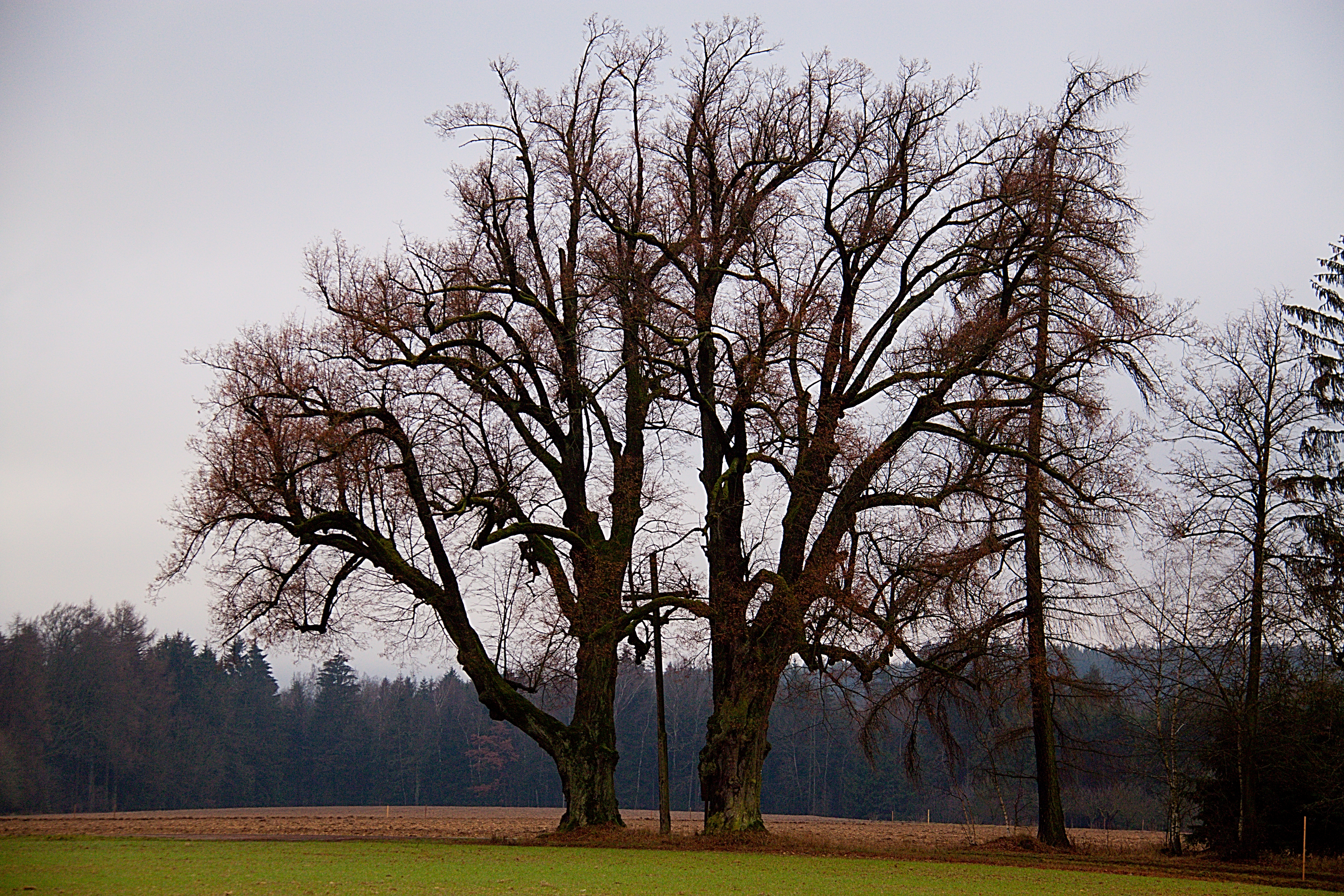
Tilleul remarquable à Kameničná.

## Transports
Par la route, Kameničná se trouve à 5,5 km de Žamberk, à 23 km d'Ústí nad Orlicí, à 66 km de Pardubice et à 172 km de Prague.